# Duas Estradas

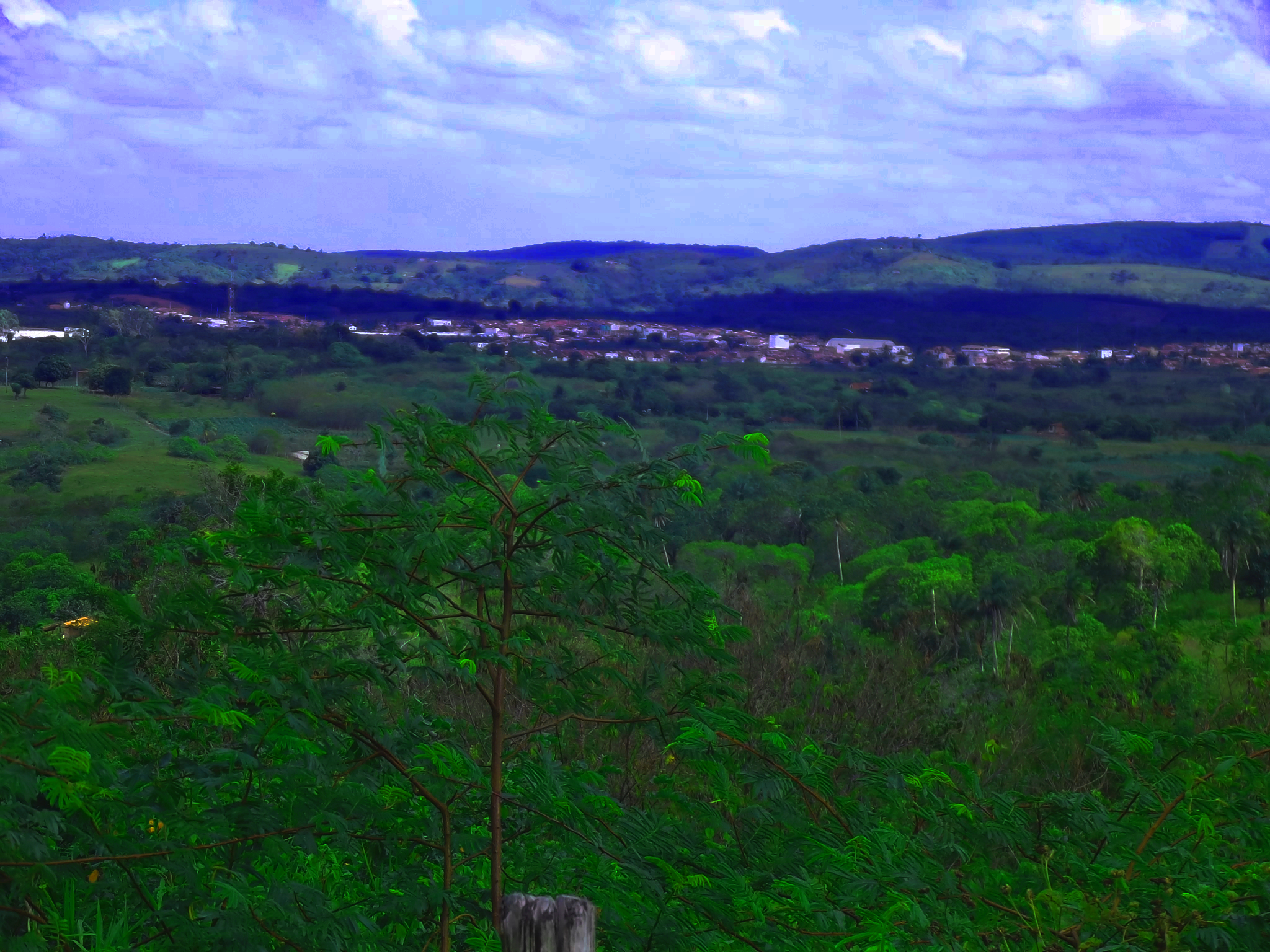

Duas Estradas est une ville brésilienne de l'est de l'État de la Paraíba.
Sa population était estimée à 3 748 habitants en 2007. La municipalité s'étend sur 26 km2.